# Karl Gustaf Westman
Karl Gustaf Westman (i riksdagen kallad Westman i Uppsala och senare Westman i Stockholm), född 18 augusti 1876 i Göteborgs Kristine församling, Göteborgs och Bohus län, död 24 januari 1944 i Oscars församling, Stockholms län, var en svensk politiker (Bondeförbundet), historiker, professor i rättshistoria vid Uppsala universitet och läroboksförfattare. 
Westman var ecklesiastikminister i Hjalmar Hammarskjölds regering 1914–1917. Från 1919 till 1943 tillhörde han första kammaren i Sveriges riksdag, representerande först Jordbrukarnas Riksförbund och från 1921 Bondeförbundet. Han var utrikesminister i regeringen Pehrsson-Bramstorp 1936 och justitieminister i S/Bf-koalitionen regeringen Hansson II 1936–1939, och därefter i samlingsregeringen regeringen Hansson III till 30 augusti 1943.

## Uppväxt, studier och akademisk karriär
Karl Gustaf Westman var son till postmästaren Karl Johan Westman och Tonny, född Andersson. Av hans fyra yngre bröder kan nämnas lantbrukaren och riksdagsmannen Karl Allan Westman och diplomaten Karl Ivan Westman. Efter mogenhetsexamen i Linköping 1894 inskrevs Westman vid Uppsala universitet, där han avlade filosofie kandidatexamen 1897, blev filosofie licentiat 1904 och filosofie doktor 1905. Doktorsavhandlingen från 1904, Svenska rådets historia till år 1306, utgjorde länge ett standardverk om den svenska stormannaklassens uppkomst. År 1912 skrev han sitt huvudarbete Den svenska nämnden. Dess uppkomst och utveckling, som gav honom ett anseende som en av de främsta svenska historikerna. Åren 1910–1941 var han professor i rättshistoria vid Uppsala universitets juridiska fakultet. 
Under studieåren tillhörde Westman i flera år styrelsen för Föreningen Heimdal. Han blev ledamot av Kungliga Humanistiska Vetenskapssamfundet i Uppsala 1909, av Kungliga Vitterhets Historie och Antikvitets Akademien 1924, av Samfundet för utgivande av handskrifter rörande Skandinaviens historia 1907 och av Vetenskapssocieteten i Uppsala 1925. Tillsammans med folkmålsprofessorn Jöran Sahlgren grundade Westman 1932 Kungliga Gustav Adolfs Akademien för svensk folkkultur, vars preses han var fram till sin död.

## Politisk karriär
Såväl vetenskapligt som politiskt var Westman påverkad av Harald Hjärne. Dennes paroll "Försvar och reformer" var också hans. Under åren närmast efter sekelskiftet, då han ansågs ha liberala sympatier, propagerade han för rösträttsreformer. Några år senare kom han att bli en framträdande företrädare för försvarsrörelsen i Uppsala. Efter bondetåget och borggårdskrisen 1914 utnämndes han till ecklesiastikminister i Hjalmar Hammarskjölds konservativa men partiobundna regering.
I 1918 års nyval till första kammaren invaldes Westman för Östergötland. Han representerade Jordbrukarnas Riksförbund, som bildats ur kretsen kring bondetåget. I riksdagen, där han inträdde vid urtiman 1919, tillhörde JR-ledamöterna Jordbrukarnas fria grupp. 1921 gick JR samman med Bondeförbundet. Westman förblev ledamot av första kammaren nästan livet ut. Han var under många år ordförande i andra lagutskottet. Från 1924 tillhörde han Bf:s riksdagsgrupps förtroenderåd. Han kom att ses som en mycket inflytelserik Bf-politiker. 1924–1943 var han ledamot av förtroenderådet för Bondeförbundets riksdagsgrupp.
I samband med den djupa lågkonjunkturen i början av 1930-talet bidrog Westman till det samarbete mellan Bondeförbundet och Socialdemokraterna som satte punkt för 1920-talets politiska instabilitet. Regeringssamverkan mellan "folkrörelsepartierna" ("arbetare och bönder") för en expansiv ekonomisk politik, ledde enligt sina tillskyndare till en lindring av den kraftiga arbetslösheten, både i städer och på landsbygden, och anses av dessa ha förhindrat att fascism, nazism eller kommunism fick fäste i landet. Historikern och författaren Henrik Berggren skriver om Westman "att han 1933 var rätt man på rätt plats för att bistå den historiska uppgörelse som sannolikt räddade demokratin i Sverige". 
Från 1936 till 1943 var Westman justitieminister, först i regeringen Hansson II och sedan i samlingsregeringen under andra världskriget. I augusti 1943 avgick han, och lämnade även riksdagen, på grund av framskriden cancersjukdom.[källa behövs]
Under tiden som justitieminister genomförde Westman bland annat 1938 års gruvlag och 1942 års rättegångsreform. Främst har han dock uppmärksammats såsom ansvarig för de begränsningar av tryckfriheten som genomfördes under krigsåren som ett led i regeringens ansträngningar att lotsa landet undan kriget.[källa behövs] På grund av dessa begränsingar har han av Lundaprofessorn Sverker Oredsson karakteriserats som ett av "Sveriges skadligaste och farligaste statsråd. Synnerligen frikostigt slog han till mot tidningar, som vågade komma med kritik av Nazityskland".[källa behövs]

## Familj

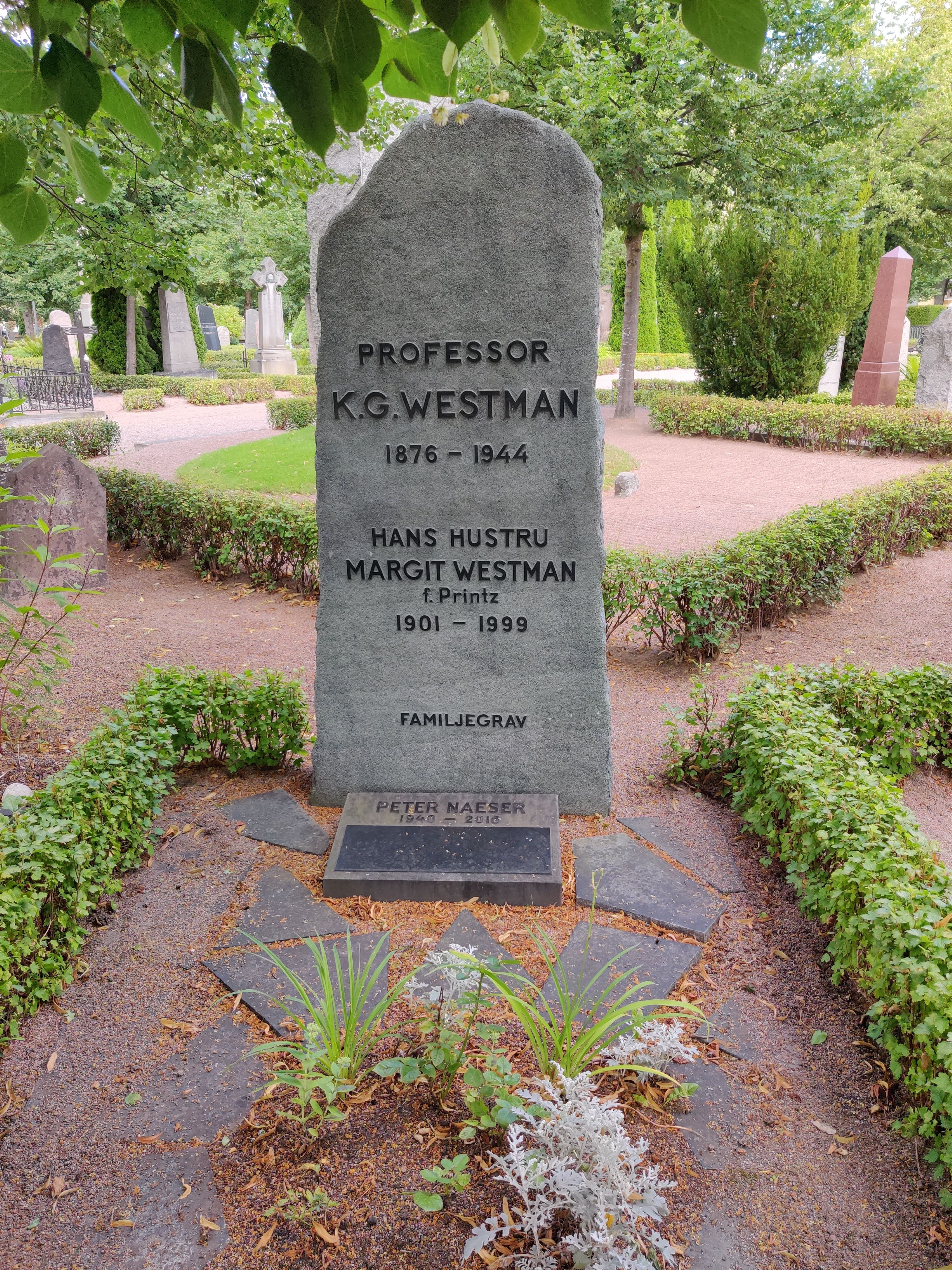
Gravvård Uppsala gamla kyrkogård

Han gifte sig 1935 med Margit Printz (1901–1999). De fick tre barn, däribland Ingun Montgomery.

## Död och gravsättning
Westman dog den 24 januari 1944 efter en längre tids sjukdom. Han gravsattes den 2 februari 1944 på Gamla kyrkogården i Uppsala.

## Utmärkelser
- Kommendör med stora korset av Nordstjärneorden, 5 juni 1937.[4]
- Kommendör av första klassen av Nordstjärneorden, 6 juni 1916.[5]
- Riddare av Nordstjärneorden, 1915.[6][förtydliga]
- Kommendör av första klassen av Vasaorden, 6 juni 1932.[7]

## I populärkulturen
I tv-filmen Fyra dagar som skakade Sverige (1988) gestaltas han av skådespelaren Allan Svensson.